# Синельниково-2
Село Синельниково-1 Октябрьского района стоит на левом противоположном берегу реки Раздольная
Сине́льниково-2 — село в Октябрьском районе Приморского края. Входит в состав Покровского сельского поселения.

## География
Село Синельниково-2 стоит на правом берегу реки Раздольная.
Расстояние до районного центра села Покровка около 20 км.
Дорога к селу Синельниково-2 идёт на запад (вверх по течению Раздольной) от села Заречное через село Запроточный. На юг от автодороги «Запроточный — Синельниково-2» идёт дорога к селу Гранатовка.

## Население
| 2002 | 2010 |
| ---- | ---- |
| 794  | ↘666 |

## Улицы
| - мкр. Восточный, - ул. Кубанская, - ул. Ленинская, - ул. Молодёжная, - ул. Набережная, - ул. Новая, - ул. Озёрная, | - ул. Октябрьская, - ул. Садовая, - ул. Советская, - ул. Хуторская, - ул. Центральная, - ул. Школьная. |

## Экономика
Сельскохозяйственные предприятия Октябрьского района.

## Известные уроженцы
- Мун, Капитолина Ивановна (1925—1988) — советская колхозница, Герой Социалистического Труда.